# Colosseum (biograf)
Colosseum var namnet på biografvisningarna i Nya Vintertivoli som drevs av Alfred Nordenstam i menageribyggnaden på Första Långgatan 7 i Göteborg.
Tillstånd för tivoliverksamheten gavs från 17 oktober 1902, och för biografvisningar först från 11 oktober 1903. Tidningsannonser tyder på att visningarna trots allt började i oktober 1902.

## Tidningsklipp

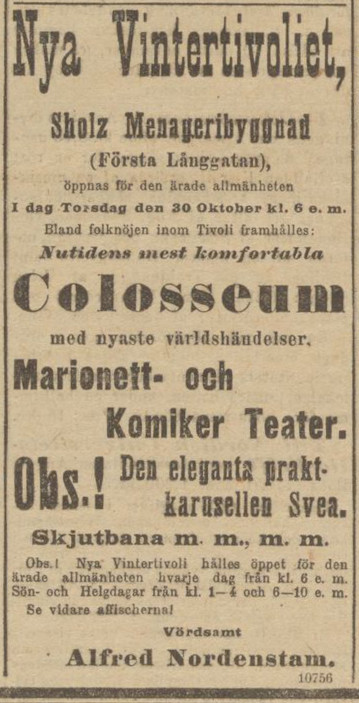
1902-10-30
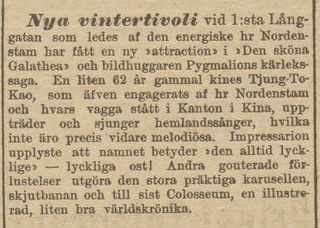
1903-01-24
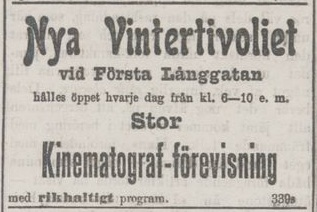
1902-01-05
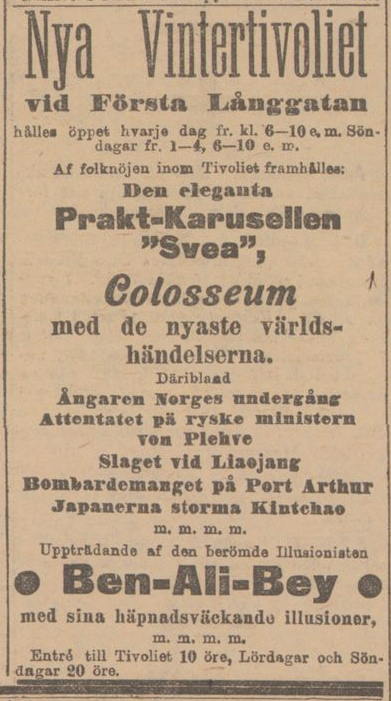
1904-10-18